# 336
336 (CCCXXXVI) var ett skottår som började en torsdag i den julianska kalendern.

## Händelser

### Januari
- 18 januari – Sedan Silvester I har avlidit året innan väljs Markus till påve.[1]

### December
- 25 december – Den kristna julen firas enligt en uppgift för första gången på detta datum.

### Okänt datum
- Marcellus av Ancyra avsätts som biskop vid ett kyrkomöte i Konstantinopel.
- Kejsar Konstantin den store låter uppföra Den heliga gravens kyrka på Golgata.
- Konstantins många militära framgångar leder till, att det mesta av Dakien detta år är återbördat till Romarriket.

## Avlidna
- 7 oktober – Markus, påve sedan 18 januari detta år
- Arius, grundare av arianismen
- Rhescuporis V, kung av Bosporen